# Мичиган-Сити
Мичиган-Сити (англ. Michigan City) — город в США, в округе Ла-Порт штата Индиана. Расположен на берегу озера Мичиган. Через город проходит железнодорожная линия South Shore Line. В Мичиган-Сити находится восточная оконечность национального парка Индиана-Дьюнс. Вблизи города расположен аэропорт. Климат умеренный. Население по переписи 2020 года — 32 075 человек.

## История
История Мичиган-сити берёт начало в 1830 году, когда здешнюю землю под строительство города выкупил предприниматель Айзек Элстон (англ. Isaac C. Elston), наживший состояние в Крофордсвилле, штат Индиана. В общей сложности он заплатил примерно 200 долларов за 160 акров (65 га) земли. Ныне закрытая Элстонская средняя школа была названа в честь основателя. 
Населённый пункт получил статус города в 1836 году, когда его население составляло 1500 жителей, а также функционировали: почтовое отделение, газета, церковь, коммерческий район и десять отелей. За шесть лет город вырос до размеров 15 квадратных миль (39 км²). В том же году Государственный банк Индианы открыл филиал в городе. 

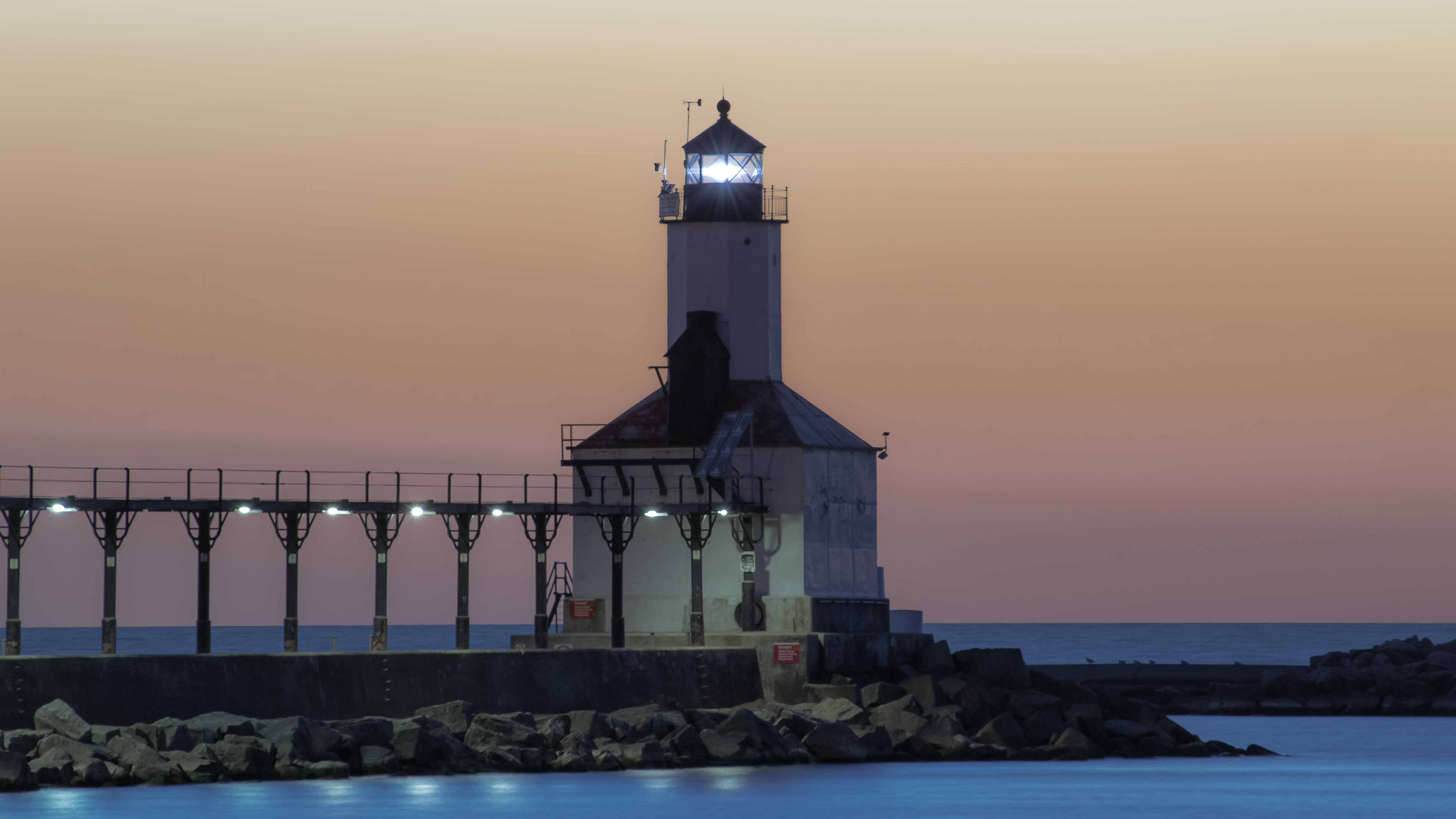
Мичиган-Сити Ист Лайт

В 1858 году в Мичиган-сити был построен маяк, впоследствии открытый для посетителей. 
В 1965 году город был награждён премией «All-America City Award» (с англ. — «Всеамериканский город») присуждаемой Национальной гражданской лигой, которую неофициально называют «Нобелевской премией за конструктивное гражданство» и которая выдается за активную гражданскую позицию жителей некорпоративных сообществ Соединённых Штатов в жизни местного самоуправления. 
В конце XIX века важной отраслью промышленности Мичиган-Сити стала добыча песка из крупнейшей в Индиане песчаной дюны, ныне уничтоженной. В 1987 году Мичиган-Сити принимал соревнования по парусному спорту Панамериканских игр на озере Мичиган. Принимающим городом игр был Индианаполис, расположенный примерно в 150 милях (240 км) к юго-востоку.